# Чубак Василь Іванович
Васи́ль Іва́нович Чубак (24 грудня 1967, с. Мушкатівка, нині Україна — 30 квітня 2022, м. Дніпро, Україна) — український військовослужбовець, сержант Збройних сил України, учасник російсько-української війни. Кавалер ордена «За мужність» III ступеня (2023, посмертно).

## Життєпис
Василь Чубак народився 24 грудня 1967 року в селі Мушкатівці, нині Боршівської громади Чортківського району Тернопільської области України.
Працював таксистом.
З початком російського вторгнення в Україну 2022 року став на захист Батьківщини. Служив командиром 2-го відділення кулеметного взводу 3-го механізованого батальйону військової частини А 4053. Дістав важке проникаюче осколкове поранення голови, вибухову травму. Був доправлений 27 квітня до госпіталю в Дніпрі, де помер 30 квітня.
Похований у місті Борщеві.
Залишилися дружина та двоє дітей.

## Нагороди
- орден «За мужність» III ступеня (18 липня 2023, посмертно) — за особисту мужність, виявлену у захисті державного суверенітету та територіальної цілісності України, самовіддане виконання військового обов'язку[1].